# Liste der Baudenkmale in Parsteinsee
In der Liste der Baudenkmale in Parsteinsee sind alle Baudenkmale der brandenburgischen Gemeinde Parsteinsee und ihrer Ortsteile aufgelistet. Grundlage ist die Veröffentlichung der Landesdenkmalliste mit dem Stand vom 31. Dezember 2020. Die Bodendenkmale sind in der Liste der Bodendenkmale in Parsteinsee aufgeführt.

## Baudenkmale nach Ortsteilen
In den Spalten befinden sich folgende Informationen:
- ID-Nr.: Die Nummer wird vom Brandenburgischen Landesamt für Denkmalpflege vergeben. Ein Link hinter der Nummer führt zum Eintrag über das Denkmal in der Denkmaldatenbank. In dieser Spalte kann sich zusätzlich das Wort Wikidata befinden, der entsprechende Link führt zu Angaben zu diesem Denkmal bei Wikidata.
- Lage: die Adresse des Denkmales und die geographischen Koordinaten. Link zu einem Kartenansichtstool, um Koordinaten zu setzen. In der Kartenansicht sind Denkmale ohne Koordinaten mit einem roten beziehungsweise orangen Marker dargestellt und können in der Karte gesetzt werden. Denkmale ohne Bild sind mit einem blauen bzw. roten Marker gekennzeichnet, Denkmale mit Bild mit einem grünen beziehungsweise orangen Marker.
- Bezeichnung: Bezeichnung in den offiziellen Listen des Brandenburgischen Landesamtes für Denkmalpflege. Ein Link hinter der Bezeichnung führt zum Wikipedia-Artikel über das Denkmal.
- Beschreibung: die Beschreibung des Denkmales
- Bild: ein Bild des Denkmales und gegebenenfalls einen Link zu weiteren Fotos des Baudenkmals im Medienarchiv Wikimedia Commons

### Lüdersdorf
| ID-Nr.   | Lage                    | Bezeichnung                                                                    | Beschreibung | Bild                                                                           |
| -------- | ----------------------- | ------------------------------------------------------------------------------ | --- | ------------------------------------------------------------------------------ |
| 09175260 | (Lage)                  | Begräbnisstätte der Roten Armee, auf dem Friedhof                              | | Begräbnisstätte der Roten Armee, auf dem Friedhof                              |
| 09175004 | Dorfstraße (Lage)       | Kirche                                                                         | | Kirche                                                                         |
| 09175092 | Dorfstraße 25 (Lage)    | Vorlaubenhaus (Loewinghus)                                                     | Das Vorlaubenhaus ist ein Fachwerkhaus und stammt aus den Jahren 1816/1818. Ende des 20. Jahrhunderts wurde es saniert.                                          | weitere Bilder                                                                 |
| 09175504 | Dorfstraße 42 (Lage)    | Wohnhaus mit Fachwerkschornstein                                               | Das Haus ist ein eingeschossiger Fachwerkbau mit Satteldach, um 1750 entstanden. Die Schwarzen Küche im Hausinneren besitzt als Abzug einen Fachwerkschornstein. | Wohnhaus mit Fachwerkschornstein                                               |
| 09175259 | Dorfstraße 40/44 (Lage) | Vierseithof, bestehend aus Wohnhaus, drei Wirtschaftsgebäuden und Hofeinfahrt. | Das Wohngebäude ist ein Laubenhaus, ähnlich dem in Dorfstraße 25, jedoch im schlechteren Zustand.                                                                | Vierseithof, bestehend aus Wohnhaus, drei Wirtschaftsgebäuden und Hofeinfahrt. |
| 09175620 | Dorfstraße 61/62 (Lage) | Doppelwohnhaus                                                                 | | Doppelwohnhaus                                                                 |

### Parstein
| ID-Nr.            | Lage                        | Bezeichnung                     | Beschreibung | Bild           |
| ----------------- | --------------------------- | ------------------------------- | --- | -------------- |
| 09175595 Wikidata | Oderberger Straße (Lage)    | Kirche mit Kirchhofseinfriedung | Die evangelische Kirche wurde in der Mitte des 13. Jahrhunderts erbaut, nach einem Brand wurde die Kirche in den Jahren 1880 bis 1887 erneuert. Es ist ein Saalbau aus Feldsteinen mit einem eingezogenen Chor. Der Turm hat einen quadratischen Grundriss und einen Spitzhel. Die Ausstattung im Inneren ist im Stil der Neugotik gehalten und stammt aus dem Jahr 1887. | weitere Bilder |
| 09176354          | Oderberger Straße 30 (Lage) | Wohnhaus                        | Wohnhaus (1786-1815 errichtet, 1880/1900 umgebaut) am südlichen Ortsrand, auf der östlichen Straßenseite; Fachwerk, massiv und verputzt mit Satteldach | BW             |

## Aus der Denkmalliste gelöschte Objekte
| ID-Nr. | Lage              | Bezeichnung | Beschreibung | Bild |
| ------ | ----------------- | ----------- | ------------ | ---- |
|        | Lüdersdorf (Lage) | Dorfanger   |              | BW   |